# Ильяк
Ильяк — река в России, протекает по Александровскому району Томской области. Образуется слиянием рек Левый Ильяк и Айигол. Устье реки находится в 38 км по левому берегу протоки Оби Панковский Пасал. Длина реки составляет 78 км, площадь водосборного бассейна — 2960 км².

## Бассейн
- 11 км: Окуневка
- 20 км: Кульёган
- 33 км: Гороховская
- 42 км: Ромашкина
  - 4 км: Маленькая
- ? км: Беляевская
- 54 км: Потаповская
- 72 км: Рыбтрестовская
- ? км: Ильюшкина
- 78 км: Айигол
  -  ? км: Чебачка
  - 23 км: Тунгусская
  - 30 км: Таёжная
  - 40 км: Безымянная
- 78 км: Левый Ильяк
  - 35 км: Корниловская
  - 56 км: Озёрная
  - 73 км: Сутыгинская

## Данные водного реестра
По данным государственного водного реестра России относится к Верхнеобскому бассейновому округу, водохозяйственный участок реки — Обь от впадения реки Васюган до впадения реки Вах, речной подбассейн реки — Васюган. Речной бассейн реки — (Верхняя) Обь до впадения Иртыша.